# Torfowiec Warnstorfa
Torfowiec Warnstorfa (Sphagnum warnstorfii Russow) – gatunek mchu z rodziny torfowcowatych (Sphagnaceae) nazwany na cześć Carla Warnstorfa. Występuje w Europie, Chinach, Japonii, Indiach, Rosji, Grenlandii i Ameryce Północnej. W 2023 wyznaczono lektotyp tego gatunku, którym jest okaz zebrany w okolicach miejscowości Tähtvere (niem. Techelfer) w Estonii.

## Rozmieszczenie geograficzne
Występuje pospolicie w północnej Europie. W strefie arktycznej rośnie na archipelagu Spitsbergen oraz na północnych krańcach kontynentalnych Norwegii i Rosji. W strefie borealnej spotykany jest często, miejscami rozproszony, od Islandii przez Norwegię, Szwecję i Finlandię po północną część Rosji aż do Uralu. Na Półwyspie Skandynawskim rośnie powyżej granicy drzew. W strefie klimatu umiarkowanego jest również szeroko rozpowszechniony, choć rozproszony. Występuje na Wyspach Brytyjskich na zachodzie, przez kontynentalną, zachodnią i środkową Europę, południowy Półwysep Fennoskandzki, kraje bałtyckie, Białoruś, Ukrainę po środkową Rosję aż do Uralu na wschodzie. Podawany jest również z Karpat, w tym z Tatr, a także z Alp, gdzie osiąga wysokość około 2200 m n.p.m. W strefie okołośródziemnomorskiej jest rzadki; znany z kontynentalnej Hiszpanii (Pireneje w Katalonii), zachodnich Alp, Apeninów, Gór Dynarskich oraz Rumunii i Bułgarii. Nie został odnotowany w strefie śródziemnomorskiej.
W Polsce spotykany na terenie całego kraju, dość często na północy, na południu rzadziej. Znane najwyżej położone stanowisko leży w Beskidach Zachodnich (1475 m n.p.m.).

## Morfologia i anatomia

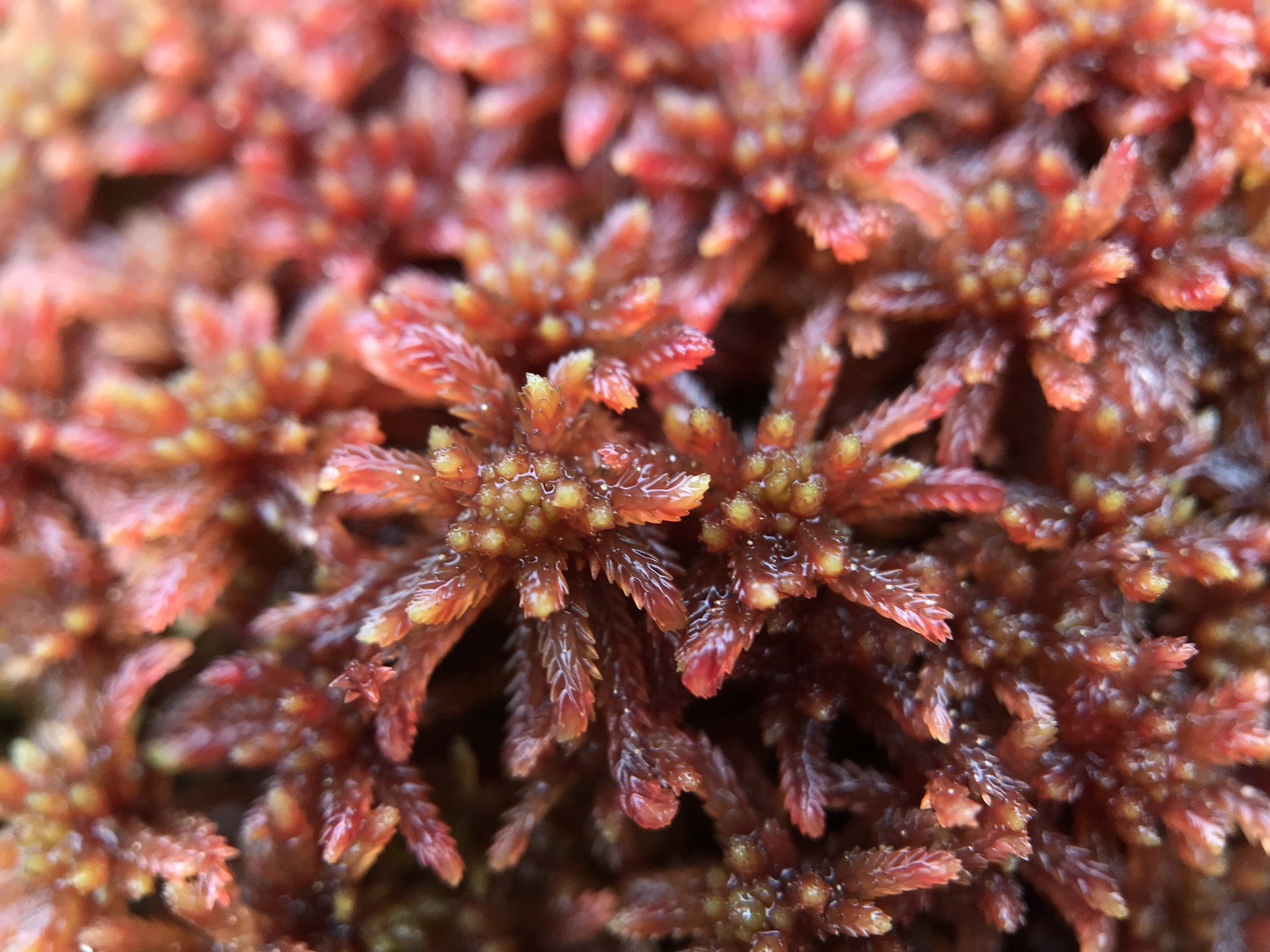
Główki torfowca Warnstorfa

PokrójTorfowiec raczej mały (określany także jako raczej nieduży), osiągający do kilkunastu centymetrów wysokości, smukły i wiotki, tworzący delikatne, luźne darnie koloru białawożółtego, jasnozielonego, zielonego, ciemnozielonego, zielonoczerwonego, czerwonozielonego, różowego, ciemnopurpurowego, fioletowoczerwonego, purpurowoczerwonego lub w miejscach otwartych i mocno naświetlonych w całości czerwonego. Często jednak darnie S. warnstorfii są mozaiką tych barw.
GłówkiNieduże, określane też jako drobne, spłaszczone, gwiaździste, 5-dzielne.
PęczkiW miarę luźno rozmieszczone, przez co dobrze eksponowane, z 3–4(5) gałązkami; dwie (lub trzy) z nich to gałązki odstające osiągające do 18 mm długości, w pobliżu główki krótkie i zagięte, w pozostałej części długie i zwężające się ku końcowi. Jedna lub dwie gałązki zwisające, różnej długości, najczęściej przekraczającej 12 mm. Zdarza się, że w pęczku rozwijają się trzy gałązki odstające i jedna zwisająca.
ŁodyżkiSztywne, cienkie, do 0,7 mm średnicy, czerwone do zielonych, ale zawsze z czerwonymi przebarwieniami, z dobrze rozwiniętą, 2–4-warstwową korą, która wyraźnie się odznacza od cylindra wewnętrznego. Zewnętrzne błony komórek kory nie mają porów. Cylinder wewnętrzny jest żółtawy, przez czerwony, fioletowy do fioletowoczerwonego, rzadko bezbarwny. Łodyżki gałązek mają dobrze rozwinięte, pojedyncze komórki retortowe z dość wyraźną szyjką.
Listki łodyżkoweDo 1,4 mm długości, trójkątno-językowate do językowatych, odstające lub przylegające do łodyżki, z dobrze widocznym obrzeżeniem znacznie rozszerzającym się u nasady, z wierzchołkiem szeroko zaokrąglonym, zaokrąglonym lub uciętym, niekiedy ząbkowanym bądź nieco poszarpanym lub wystrzępionym. Komórki wodne są dwudzielne, bez listewek, bądź niekiedy nieznacznie listewkowane w części dystalnej listka, w górnej części listka rombowe. Pogrupowane są w dwie do czterech pomiędzy komórkami chlorofilowymi.
Listki gałązkoweDo 1,6 mm długości, jajowate do jajawato-lancetowatych, zawinięte na szczycie w warunkach suchych, tworzące w ten sposób szydłowaty wierzchołek o 3–5 ząbkach, wzniesione i ułożone w wyraźnych pięciu rzędach. Komórki wodne mają dwa rodzaje wielkości; w dystalnej części listka są mniejsze i na stronie grzbietowej mają bardzo małe, acz dobrze widoczne, okrągłe pory, najczęściej wzdłuż komisur; w części bazalnej listka komórki są większe i po stronie grzbietowej mają duże, eliptyczne pory. Po stronie brzusznej pory są tylko w częściach nasadowych i krawędziowych listka, duże i okrągłe. W przekroju poprzecznym komórki wodne są silnie nadęte po stronie grzbietowej i płaskie po stronie brzusznej. Chlorocysty w przekroju poprzecznym są trójkątne do trapezowych, z cienkimi ścianami i kanciastymi jamami komórkowymi; są szeroko eksponowane na stronie brzusznej listka i wąsko otwarte na stronie grzbietowej.
Gatunki podobneIstnieje możliwość pomyłki z torfowcem brunatnym i torfowcem czerwonawym. Od S. rubellum różni się jednak wielkością porów po stronie grzbietowej listka. U torfowca Warnstorfa mają średnicę co najwyżej 5 μm, u torfowca czerwonawego są wyraźnie większe – 10–20 μm. S. rubellum preferuje siedliska silnie zakwaszone, a S. warnstorfii rośnie najczęściej na siedliskach żyznych, o wyższym pH.

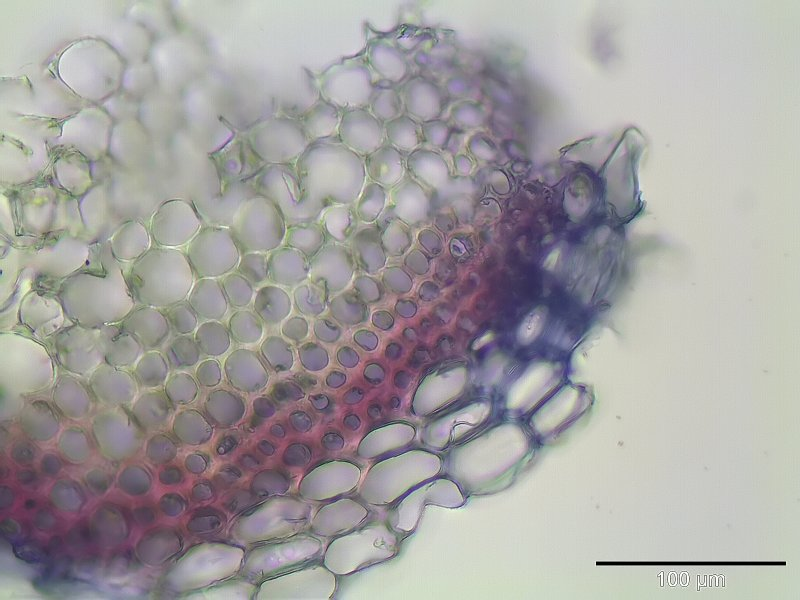
Przekrój łodyżki
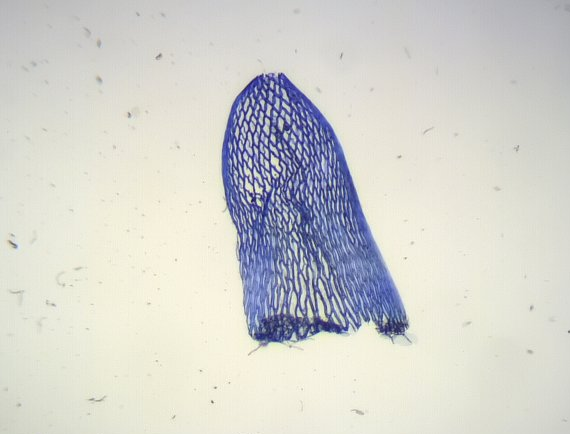
Listek łodyżkowy
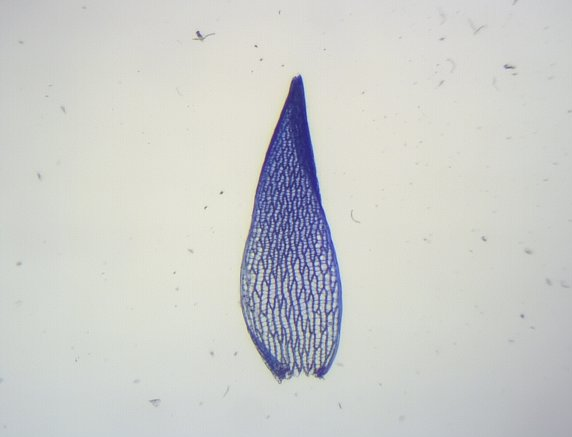
Listek gałązkowy

## Ekologia i biologia
Występuje na żyznych torfowiskach niskich, przeważnie niezalesionych torfowiskach przejściowych i rzadko w wilgotnych dolinkach torfowisk wysokich.

## Ochrona
Gatunek jest objęty w Polsce ochroną od 2001 roku. W latach 2001–2004 podlegał ochronie częściowej, w latach 2004–2014 ochronie ścisłej, a od 2014 roku ponownie objęty jest ochroną częściową, na podstawie Rozporządzenia Ministra Środowiska z dnia 9 października 2014 r. w sprawie ochrony gatunkowej roślin.